# Strip club

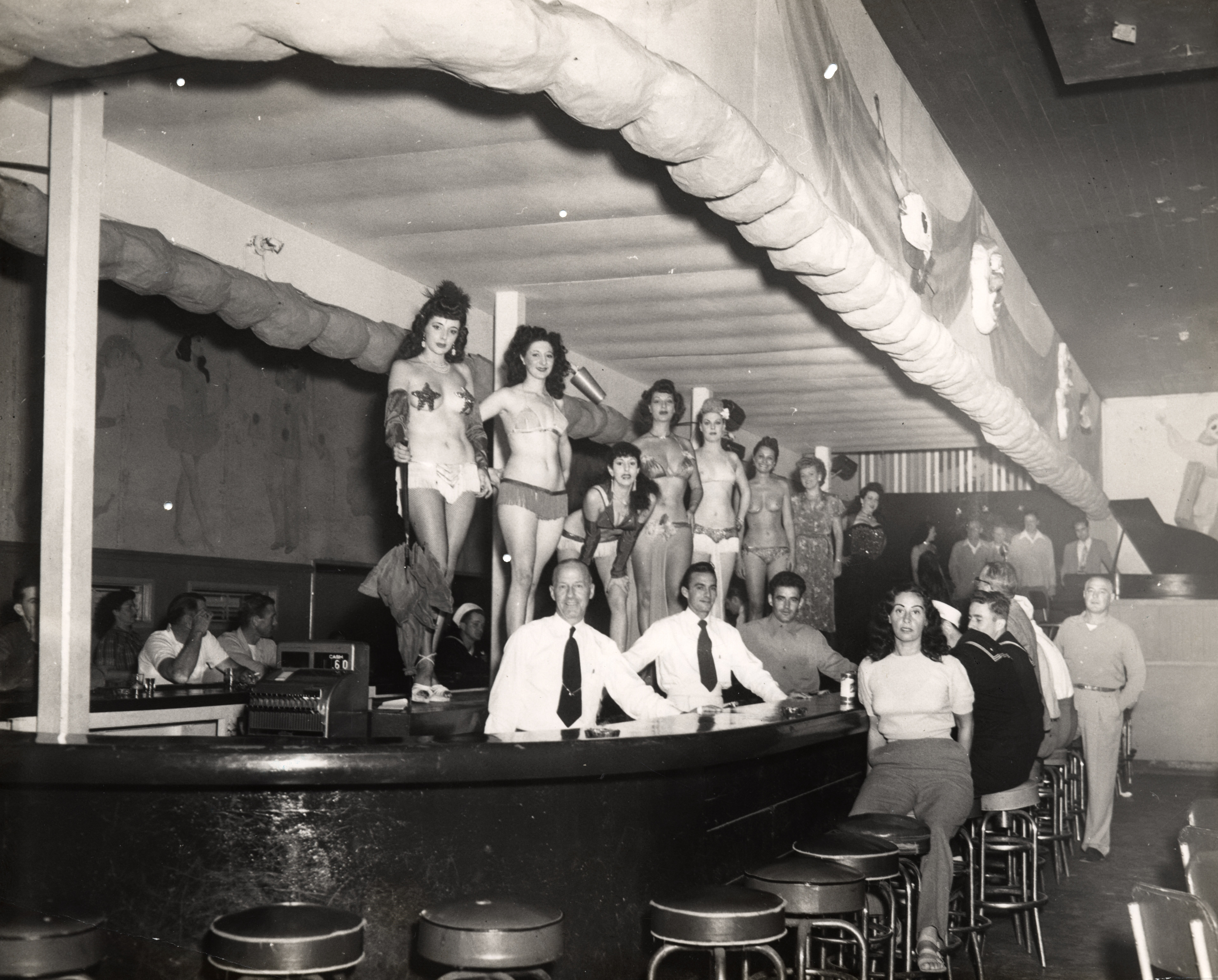
L'interno del Mardi Gras Night Club di Key West, 1960 ca.

Lo strip club è un locale notturno in cui le spogliarelliste offrono intrattenimento per i clienti, principalmente sotto forma di spogliarello, balli erotici o esotici. In genere, gli strip club seguono lo stile delle discoteche o dei bar, ma possono anche adottare una tendenza teatrale o cabaret.
Gli strip club di stampo statunitense iniziarono ad apparire al di fuori del Nord America dopo la seconda guerra mondiale, arrivando in Asia alla fine degli anni Ottanta e in Europa nel 1978, dove competevano con i locali inglesi e francesi.
Nel 2005 la dimensione dell'industria degli strip club è stata stimata intorno ai 75 miliardi di dollari, mentre nel 2019 a causa della pandemia di COVID-19 è scesa a otto miliardi, generando il 19% delle entrate lorde nel settore dell'intrattenimento per gli adulti. La redditività di uno strip club è influenzata da diversi fattori: la sua ubicazione, le abitudini di spesa dei clienti, l'arredamento e la presenza o meno di sale VIP.
Lo status giuridico degli strip club si è evoluto nel corso del tempo, con leggi nazionali e locali che sono diventate progressivamente più liberali sulla questione in molti Paesi; tuttavia, alcuni Paesi (come l'Islanda) hanno implementato limiti rigidi e divieti. Questo tipo di locale spesso è oggetto di controversie, facendo parte dell'industria del sesso. Alcuni club sono stati collegati alla criminalità organizzata.